# Wyprzedzanie

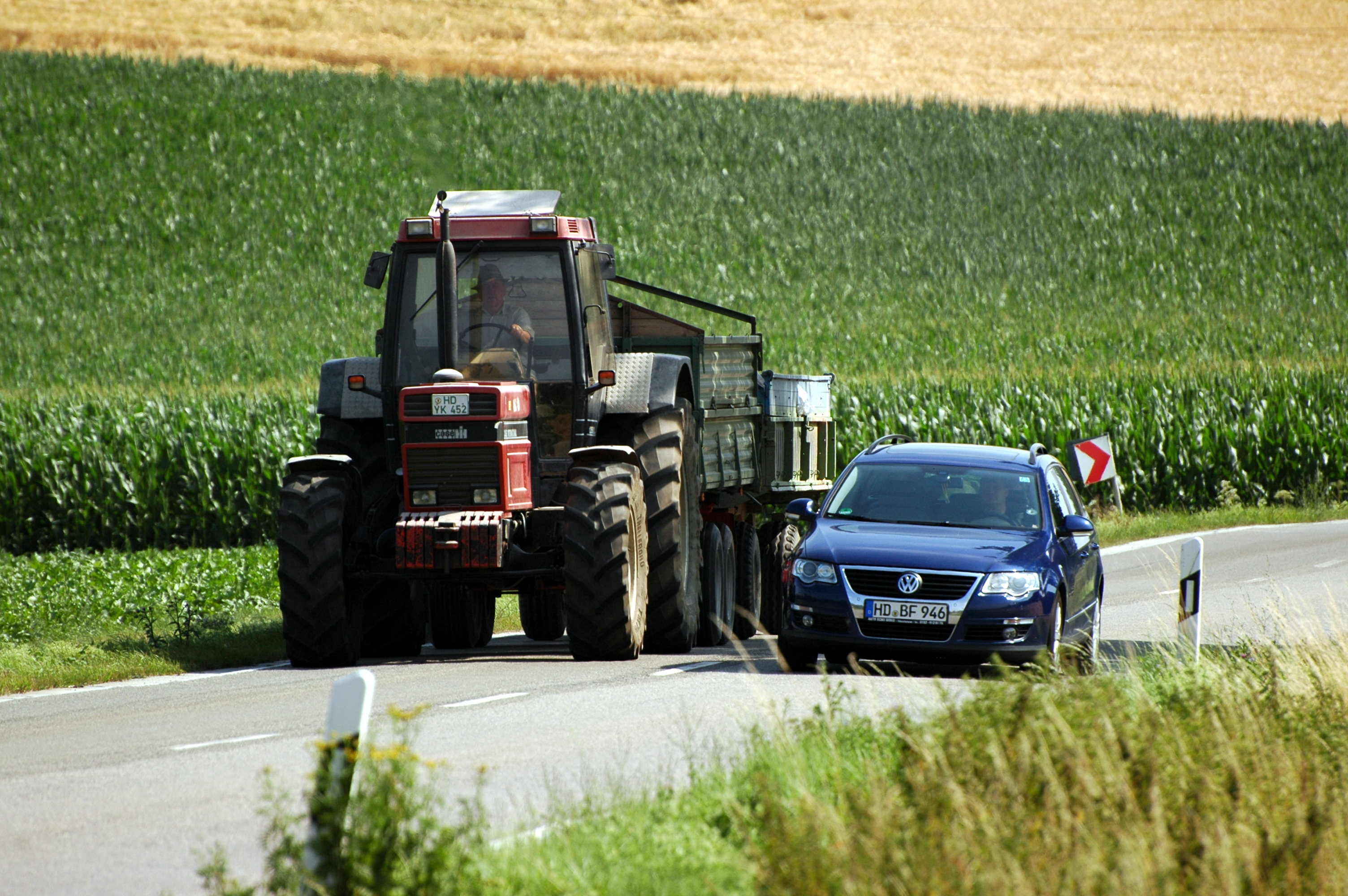
Wyprzedzanie traktora (Case-IH 1255XL) przez samochód osobowy (VW Passat Variant).

Wyprzedzanie – manewr przejeżdżania (bądź przechodzenia) obok pojazdu lub uczestnika ruchu poruszającego się w tym samym kierunku.
Często mylone z wymijaniem. Wyprzedzanie w ruchu prawostronnym odbywa się co do zasady z lewej strony, co oznacza, że pojazd wyprzedzany znajduje się podczas manewru po prawej stronie. Wyjątkami są:
- wyprzedzanie pojazdu sygnalizującego zamiar skrętu, które może odbywać się bez wyjazdu na część jezdni przeznaczoną do ruchu w kierunku przeciwnym (Art. 24. ust. 9). Wyprzedzanie pojazdu lub uczestnika ruchu, który sygnalizuje zamiar skręcenia w lewo, może odbywać się tylko z jego prawej strony (Art. 24. ust. 5).
- wyprzedzanie na odcinku drogi z wyznaczonymi pasami ruchu na jezdni jednokierunkowej,
- wyprzedzanie na odcinku drogi z wyznaczonymi pasami ruchu na jezdni dwukierunkowej, jeżeli co najmniej dwa pasy ruchu na obszarze zabudowanym lub trzy pasy ruchu poza obszarem zabudowanym przeznaczone są do jazdy w tym samym kierunku,
- wyprzedzanie pojazdu szynowego, które może odbywać się tylko z prawej strony, chyba że położenie torów uniemożliwia takie wyprzedzanie lub wyprzedzanie odbywa się na jezdni jednokierunkowej,
- wyprzedzanie przez kierującego rowerem powoli jadącego pojazdu innego niż rower.

Zabrania się wyprzedzania:
- pojazdu uprzywilejowanego na obszarze zabudowanym,
- na przejściu dla pieszych i bezpośrednio przed nim, z wyjątkiem przejścia, na którym ruch jest kierowany,
- na przejeździe dla rowerzystów i bezpośrednio przed nim, z wyjątkiem przejazdu, na którym ruch jest kierowany,
- na przejeździe kolejowo-drogowym lub tramwajowym i bezpośrednio przed nim, z wyjątkiem skrzyżowania lub przejazdu tramwajowego, na którym ruch jest kierowany,

Zabrania się wyprzedzania pojazdu silnikowego jadącego po jezdni:
- przy dojeżdżaniu do wierzchołka wzniesienia oraz na zakręcie oznaczonym znakami ostrzegawczymi (dopuszcza się wyprzedzanie z lewej strony na jezdni jednokierunkowej lub na jezdni dwukierunkowej pod warunkiem niewjeżdżania na część jezdni przeznaczoną do ruchu w kierunku przeciwnym – w miejscu, gdzie jest to zabronione znakami na jezdni)
- na skrzyżowaniu, z wyjątkiem skrzyżowania o ruchu okrężnym lub na którym ruch jest kierowany (dopuszcza się wyprzedzanie z lewej strony pojazdu sygnalizującego zamiar skręcenia pod warunkiem niewjeżdżania na część jezdni przeznaczoną do ruchu w kierunku przeciwnym).

Obowiązki wyprzedzanego:
- zakaz zwiększania prędkości w czasie manewru wyprzedzania oraz bezpośrednio po nim,
- ciągnik lub pojazd bez silnika powinien zjechać jak najbardziej na prawo w celu ułatwienia wyprzedzania.